# چینو (کالیفرنیا)
چینو (به انگلیسی: Chino) شهری در شهرستان سن برناردینو، کالیفرنیا ایالت کالیفرنیا است که در سرشماری سال ۲۰۱۰ میلادی، ۷۷۹۸۳ نفر جمعیت داشته است.